# Diagrama polar
Un diagrama polar és un dibuix tècnic que mostra la radiació amb la que un determinat sistema capta o emet (radia) energia en un dels seus plans. Les radiacions estudiades poden ser, per exemple, ones de so o radiacions electromagnètiques.

Diagrama polar omnidireccional

Diagrama polar bidireccional

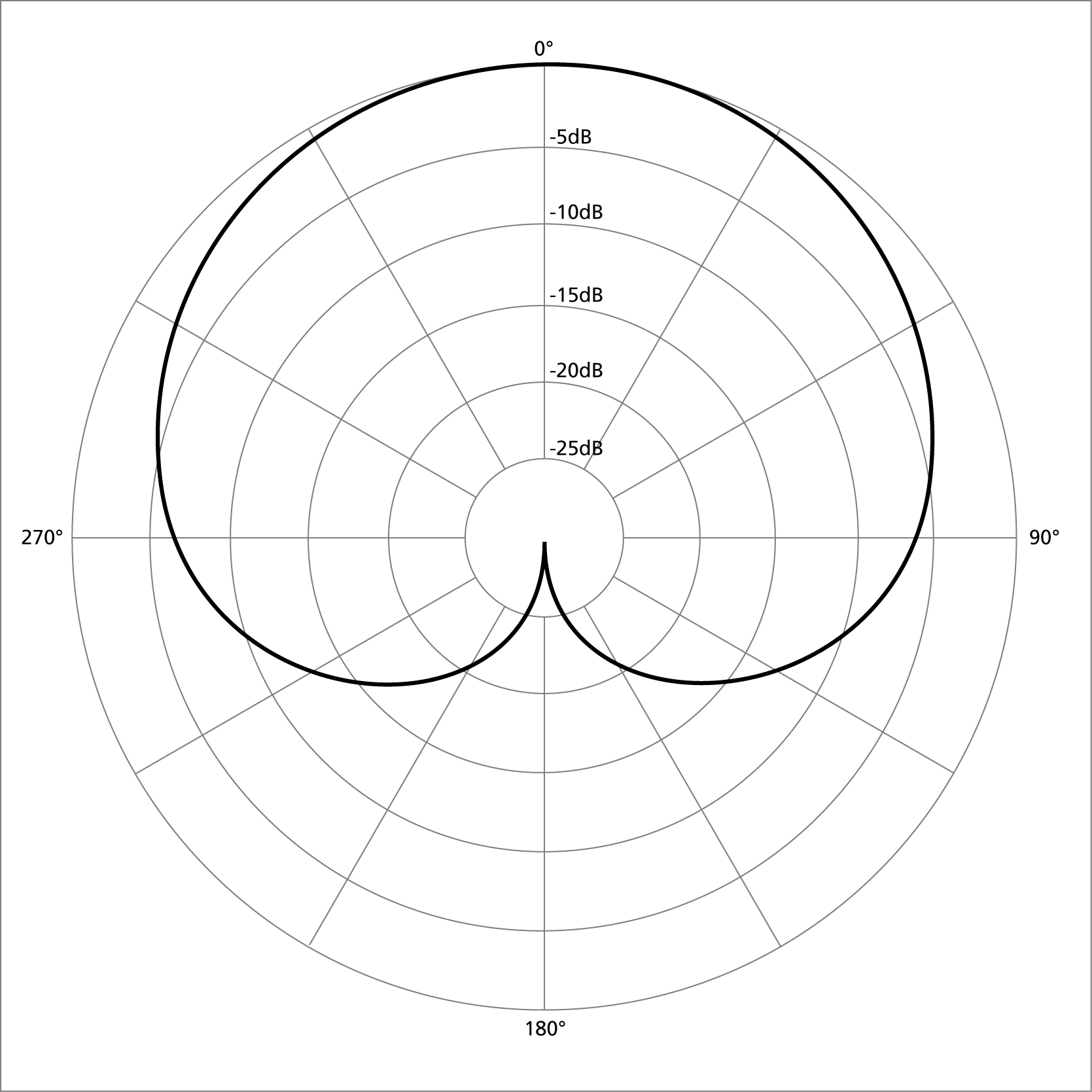
Diagrama polar cardioide

Habitualment s'usen diagrames polars en l'estudi del comportament de micròfons, altaveus, lluminàries i antenes de tota classe. L'aplicació dels diagrames polars permet triar un aparell d'il·luminació amb el flux de llum adequat per al projecte.

## Representació
Per a representar un diagrama polar farem ús d'un sistema de coordenades de dues dimensions. Definirem l'angle respecte l'eix d'abscisses (també conegut com a angle polar o azimut i representat per la variable θ) i per a cada un d'aquests angles representarem la relació entre les potències incident i rebuda per l'element radiador. Pel Teorema de Reciprocitat aquesta relació serà la mateixa que hi ha entre la potència radiada i la potència emesa. La relació entre aquestes potències mai pot ser superior a 1 (cap antena pot rebre més potència que la potència incident, o anàlogament, cap antena pot radiar més potència que l'emesa pel generador del sistema) i, per tant, aquest diagrama sempre es podrà representar dins d'una circumferència de radi 1.

## Classificació dels diagrames polars
Depenent de la seva directivitat, podem diferenciar entre Omnidireccional o no direccional, bidireccional, unidireccionals o cardioide
Els diagrames polars omnidireccionals o no direccionals radien o capten per igual en totes direccions, és a dir, en els 360°. En acústica és útil per a micròfons d'ambient i en telecomunicacions habitualment només s'usen antenes omnidireccionals en sistemes emissors de radiodifusió (TV, radio), ja que els receptors potencials del senyal poden estar a qualsevol direcció.
Els diagrames polars bidireccionals tenen «forma de 8» amb dos lòbuls oposats, emeten o capten so tant per davant com per darrere, mentre que són pràcticament "muts" als laterals. Els angles preferents se situen vora els 100°. En altaveus, els diagrames polars bidireccionals no s'utilitzen gaire per les mateixes raons que els omnidireccionals: necessiten grans caixes acústiques.
Els diagrames polars unidireccionals emeten o capten en una direcció molt marcada i són "relativament morts" en les altres. En telecomunicacions sol ser usat per a antenes que requereixen una gran directivitat en una direcció, un exemple habitual són els radioenllaços. Els diagrames polars cardioides son un tipus d'unidireccionals que s'anomena així perquè el diagrama polar té forma de cor, el que vol dir que radien o capten cap a o des de la part frontal i tenen un mínim de sensibilitat en la part posterior, on es produeix una atenuació gradual, i l'angle preferent es troba en un angle de 160°.